# 広島県道343号下徳良本郷線
広島県道343号下徳良本郷線（ひろしまけんどう343ごう しもとくらほんごうせん）は、広島県三原市を通る一般県道である。

## 概要
三原市大和町下徳良から三原市本郷町船木に至る。

### 路線データ
- 起点：三原市大和町下徳良（下徳良交差点、国道432号交点、広島県道49号本郷大和線終点、広島県道154号大和久井線起点）
- 終点：三原市本郷町船木（中筋下交差点、広島県道33号瀬野川福富本郷線交点）
- 実延長：11,1 km

## 歴史
- 1960年（昭和35年）10月10日 - 広島県告示第682号により広島県道228号下徳良本郷線として認定される。
- 1972年（昭和47年）11月1日 - 都道府県道標識導入に伴う広島県の県道番号再編により現行の路線名称・番号に変更される。
- 2005年（平成17年）3月22日 - 三原市と賀茂郡大和町、豊田郡本郷町、御調郡久井町が統合して改めて三原市が発足したことに伴い全線が三原市域のみを通る路線になり、併せて起終点の地名表記が変更される。

## 路線状況

### 重複区間
- 広島県道49号本郷大和線（三原市大和町下徳良・下徳良交差点（起点） - 三原市大和町大草・大和南インター入口交差点）
- 国道486号（三原市大和町大草・大和南インター入口交差点 - 三原市大和町大草）

## 地理

### 通過する自治体
- 三原市

### 交差する道路
| 交差する道路                                                          | 交差する場所 | 交差する場所             |
| --------------------------------------------------------------------- | ------------ | ------------------------ |
| 国道432号 広島県道49号本郷大和線 重複区間起点 広島県道154号大和久井線 | 大和町下徳良 | 下徳良交差点 / 起点      |
| 国道486号 重複区間起点 広島県道49号本郷大和線 重複区間終点            | 大和町大草   | 大和南インター入口交差点 |
| 国道486号 重複区間終点                                                | 大和町大草   |                          |
| 広島県道344号大草三原線                                               | 大和町大草   |                          |
| 広島県道155号三原本郷線                                               | 本郷町船木   |                          |
| 広島県道33号瀬野川福富本郷線                                          | 本郷町船木   | 中筋下交差点 / 終点      |

### 交差する鉄道
- 山陽本線

### 沿線
- 三原市役所 大和支所